# Kalat asz-Szajch
Kalat asz-Szajch (arab. قلعة الشيخ) – wieś w Syrii, w muhafazie Aleppo, w dystrykcie Dżabal Siman. W 2004 roku liczyła 235 mieszkańców.